# Morne de Saint-Sébastien
Le morne de Saint-Sébastien est une montagne en Estrie, au Québec qui fait partie des Appalaches ; son altitude est de 820 mètres. C'est un massif montagneux de granit datant de 350 millions d'années.

## Géographie
Située dans le village de Saint-Sébastien, une route rejoint le village voisin, Lac-Drolet, en passant à plus de 600 mètres d'altitude où est située la maison du Granit, un Centre d'interprétation installé dans une ancienne carrière de granit à 680 mètres d’altitude qui présente le riche héritage des tailleurs de pierre de la région de Saint-Sébastien, Sainte-Cécile-de-Whitton et Lac-Drolet.

## Histoire

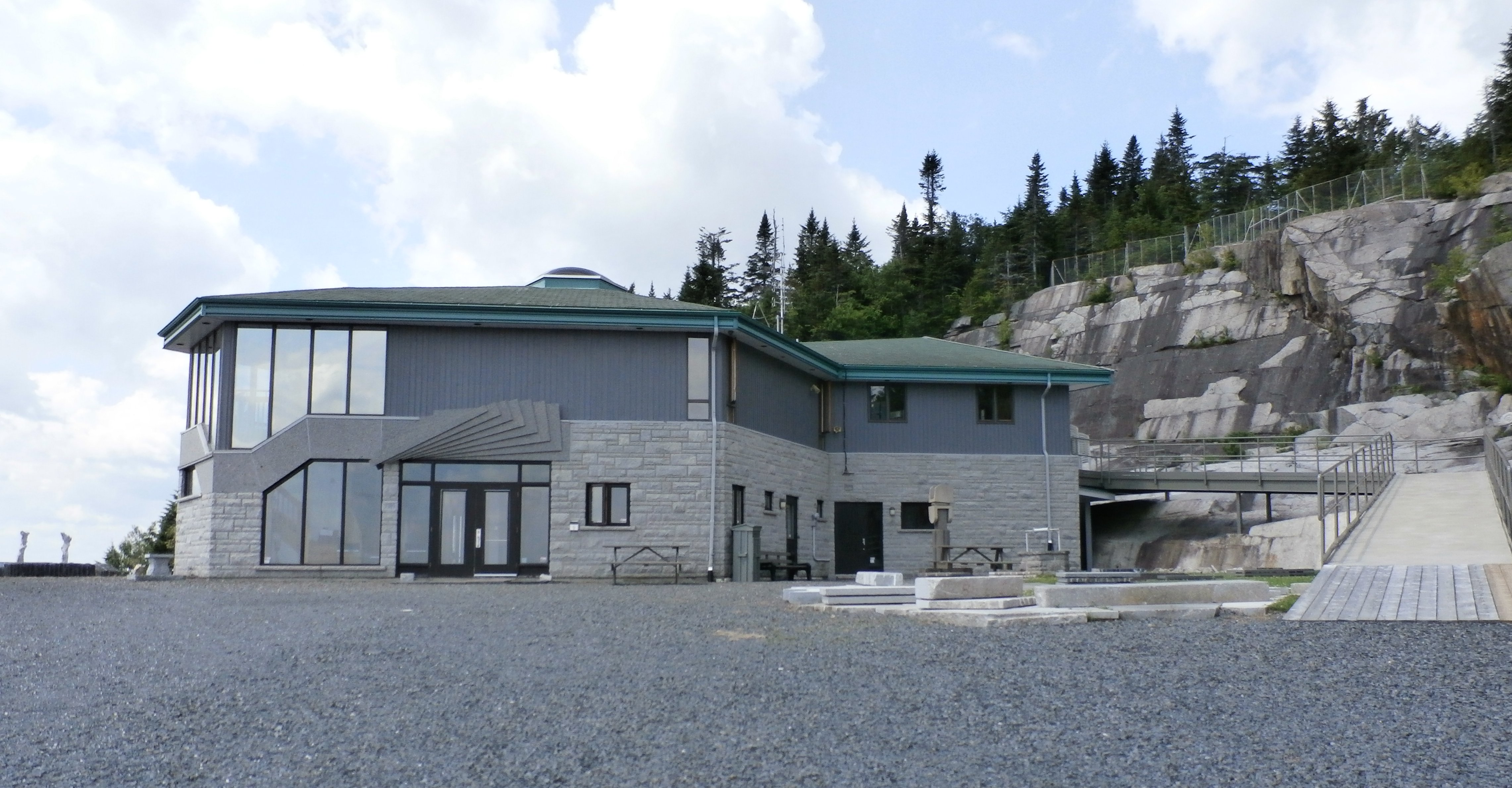
La maison du Granit, installée dans une ancienne carrière de granit.

L’exploitation industrielle du granit a commencé en 1911 avec l’ouverture de la carrière Lacombe et Dallaire. À la fin des années 1920, la pierre de cette carrière et celle de la carrière Silver Granite ont acquis leur renommée en étant choisies pour orner, entre autres, les murs extérieurs de la Banque du Canada à Ottawa, de la basilique Sainte-Anne-de-Beaupré et de l’oratoire Saint-Joseph du Mont-Royal à Montréal. De nos jours, une seule carrière est en exploitation et on extrait la variété Gris Saint-Sébastien.

## Randonnée

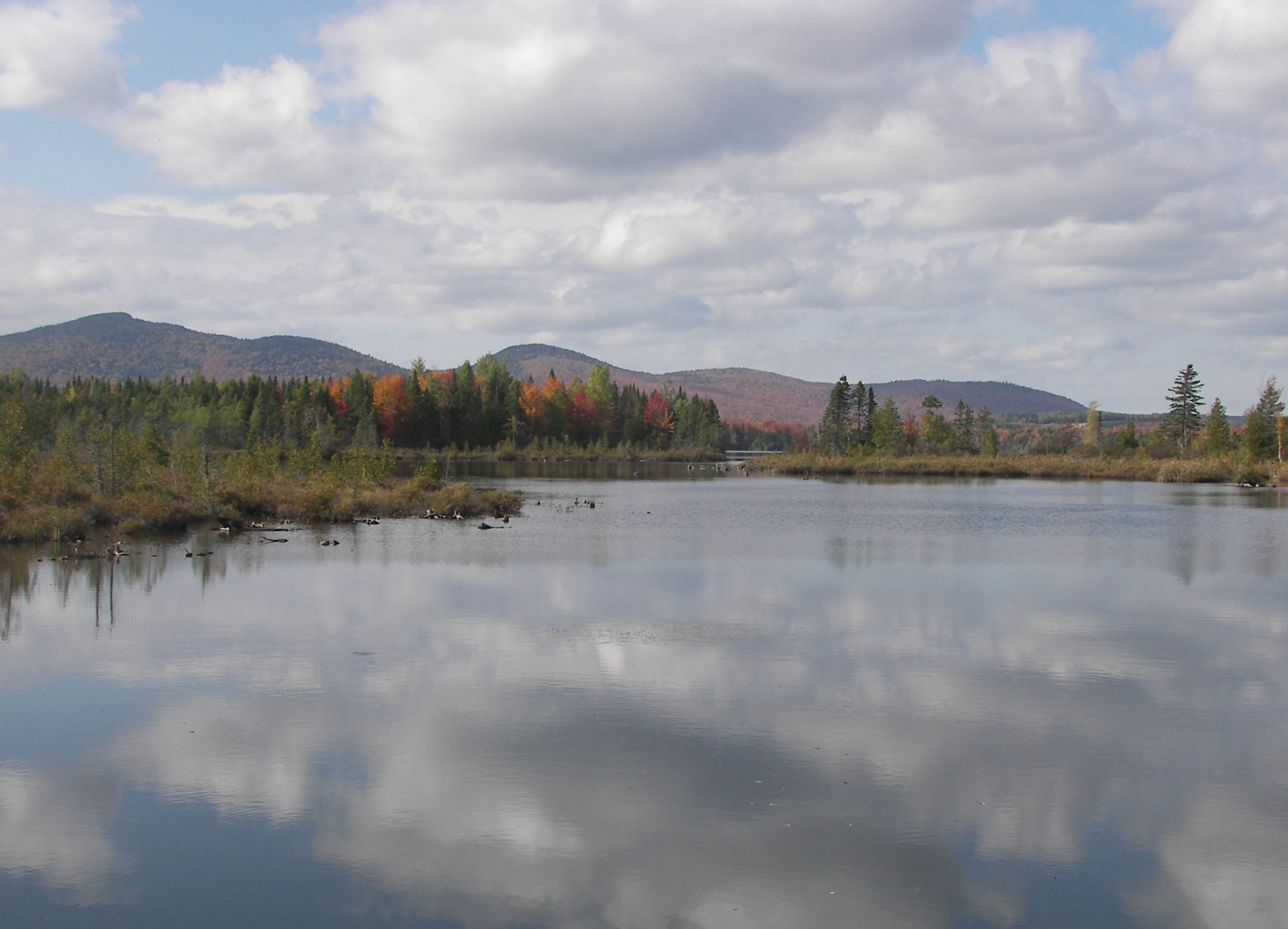
Vue du morne de Saint-Sébastien depuis le marais près de la décharge du lac Drolet.

Pour les amateurs de plein air, le sentier du Morne offre deux sentiers de 1,2 km chacun aménagé pour accéder au sommet du Morne (820 m) où s'offre un panorama complet, de même qu'un panneau « rencontre au sommet ». Il indique l'altitude et les points d'intérêts à l'horizon. Le site est ouvert de mai à novembre et accessible par la route 263.